# 井上勝生
井上 勝生（いのうえ かつお、1945年3月19日 - ）は、日本の歴史学者。北海道大学名誉教授。専門は日本近代政治史（幕末、明治維新史）。博士（文学）（京都大学、1992年）。岐阜県生まれ。

## 略歴

### 学歴
- 1967年3月 京都大学文学部史学科卒業
- 1972年9月 同大学院文学研究科日本史専攻博士課程退学
- 1992年 「幕末維新政治史研究-日本近代国家の生成について」で京大文学博士

### 職歴
- 1972年4月 三重大学教育学部講師
- 1972年10月 国文学研究資料館助手
- 1978年3月 北海道大学文学部助教授
- 1991年7月 北海道大学文学部教授
- 2000年4月 北海道大学大学院文学研究科教授
- 2008年3月 北海道大学退職

## 人物
専門は幕末史、明治維新史のうち、特に政治史、外交史。
「集団的自衛権の行使を容認する閣議決定に反対する−戦争をさせない、若者を再び戦場に送らないために−北海道の大学・高専関係者有志アピール運動をすすめる会」（略称：「北海道の大学・高専関係者有志アピールの会」）の呼びかけ人や、安保法制の廃止と立憲主義の回復を求める市民連合の賛同者、「戦争させない・9条壊すな！総がかり行動実行委員会」の賛同者、「安全保障関連法に反対する学者の会」の賛同者、『北大生・宮澤弘幸「スパイ冤罪事件」の真相を広める会』による「心の会の碑」（仮称）建立の賛同者になっている。

## 著書
- 『幕末維新政治史の研究―日本近代国家の生成について』（塙書房、1994年）
- 『開国と幕末変革』（講談社日本の歴史18、2002年）のち講談社学術文庫
- 『幕末・維新 シリーズ日本近現代史』（岩波新書、2006年）
- 『明治日本の植民地支配 北海道から朝鮮へ』岩波現代全書、2013

### 編著
- 『幕末維新論集 開国』吉川弘文館 2001

### 論文
- 「札幌農学校と植民学の誕生」『岩波講座「帝国」日本の学知』第1巻
- 「甲午農民戦争（東学農民戦争）と日本軍」田中彰編『近代日本の内と外』（吉川弘文館）[6]